# Индекс (град)
 Тази статия е за града в САЩ.  За символа вижте индекс.  
Индекс (на английски: Index) е град в окръг Снохоумиш, щата Вашингтон, САЩ. Индекс е с население от 157 жители (2000) и обща площ от 0,7 km². Намира се на 176 m надморска височина. ZIP кодът му е 98256, а телефонният му код е 360.